# Batagur kachuga
Batagur kachuga (Batagur kachuga) je želva z rodu Batagur, kdysi patřil pod rod Kachuga. Jde o endemický druh, který se vyskytuje v sladkých vodách jižní Asie.
Samice mohou dorůst délky 56 cm a vážit 25 kilogramů, ale samci jsou podstatně menší. 
V období rozmnožování mají samci jasně červené, žluté a modré zbarvení hlavy a krku. Samice si vyhrabávají hnízda, do kterých kladou snůšky až třiceti vajec.